# Снейдер, Родни
Ро́дни Сне́йдер (нидерл. Rodney Sneijder; родился 31 марта 1991 года, Утрехт) — нидерландский футболист, выступающий на позиции полузащитника.

## Карьера
Родни Снейдер прошёл школу футбольного клуба «Аякс». В 2010 году он был переведён из юношеского состава в резервную команду (Jong Ajax). Летом 2011 года нидерландский полузащитник был арендован «Утрехтом». Игрок дебютировал в Эредивизи 27 августа 2011 года в матче с «Родой», когда его команда победила со счетом 3-1. Более того, Родни стал автором одного из голов за «Утрехт». Всего же в сезоне 2011/12 он сыграл 23 матча и забил 3 мяча.
В июле 2012 года Родни заключил двухлетний контракт с клубом «Валвейк». В дебютной игре, состоявшейся 11 августа, Снейдер отметился дублем в ворота ПСВ, а его команда неожиданно одержала победу в 1-м туре чемпионата, выиграв у одного из претендентов на чемпионский титул со счётом 3:2. В конце января 2014 года «Валвейк» расторг контракт со Снейдером. После этого Родни подписал контракт с клубом «Алмере Сити».
В июле 2015 года Родни отправился на просмотр в шотландский «Данди Юнайтед». Он сыграл в товарищеском матче с АЗ, а 26 июля заключил с клубом контракт на два года. В чемпионате Шотландии Снейдер дебютировал 2 августа в матче с «Абердином», выйдя на замену на 72-й минуте. Встреча завершилась поражением его команды со счётом 0:1. 25 августа «Данди Юнайтед» объявил о расторжении контракта с Родни из-за состояния его здоровья.

## Личная жизнь
Родни является братом полузащитника Уэсли Снейдера и бывшего футболиста Джеффри Снейдера.